# Ordinul Tezaurului Sacru
Ordinul Tezaurul Sacru a fost fondat la 4 ianuarie 1888 în Japonia de Împăratul Meiji. 
Medalia este singura medalie japoneză care are un pliu triunghiular pentru panglică. Acest ordin conține opt clase, care nu sunt desemnate doar printr-un număr, ci și printr-un nume. Prin urmare, deseori, pe certificatele de decernare se va indica numele distincției și nu numărul (clasa) acesteia.
Denumirile distincțiilor ordinului în limba engleză (în ordinea claselor), sunt enumerate mai jos:
| Panglici ale Ordinului Tezaurului Sacru | Panglici ale Ordinului Tezaurului Sacru | Panglici ale Ordinului Tezaurului Sacru                                                        |
| 1888–2003                               | 2003–prezent                            |                                                                                                |
| --------------------------------------- | --------------------------------------- | ---------------------------------------------------------------------------------------------- |
|                                         |                                         | Grand Cordon (Large Ribbon Award)                                                              |
|                                         |                                         | Second Class, Gold and Silver Star (Sacred Treasure Award)                                     |
|                                         |                                         | Third Class, Gold Rays with Neck Ribbon (Sacred Treasure Medium Ribbon Award)                  |
|                                         |                                         | Fourth Class, Gold Rays with Rosette (Sacred Treasure Small Ribbon Award)                      |
|                                         |                                         | Fifth Class, Gold and Silver Rays (Two Lights Sacred Treasure Award, placată în aur și argint) |
|                                         |                                         | Sixth Class, Silver Rays (One Light Sacred Treasure Award, placată în argint)                  |
|                                         |                                         | Seventh Class, Medal (Sacred Treasure Gold Award, desființat în 2003)                          |
|                                         |                                         | Eighth Class, Medal (Sacred Treasure Silver Award, desființat în 2003)                         |
|                                         |                                         | Panglica generală a Ordinului                                                                  |